# Culemborg
Culemborg – gmina i miasto w środkowej Holandii w prowincji Geldria. Miasto jest położone na południe od rzeki Lek. Liczy ok. 27 tys. mieszkańców. Culemborg otrzymał prawa miejskie w 1318 roku.